# داجمار براون سيليست
داجمار براون سيليست (بالإنجليزية: Dagmar Braun Celeste)‏ هي ثيولوجية أمريكية، ولدت في 23 نوفمبر 1941 في كرمس آن در دوناو في النمسا.